# David García Torné
David García Torné (Tarragona, 4 de agosto de 1997) es un deportista español que compite en judo.
Ganó una medalla de plata en el Campeonato Europeo de Judo de 2023, en la categoría de –66 kg. Participó en los Juegos Olímpicos de París 2024, ocupando el decimoséptimo lugar en la categoría de –66 kg y el noveno en la prueba de equipo mixto.
Estudió Ciencias de la Actividad Física y el Deporte en el INEF de la Universidad Politécnica de Madrid.

## Palmarés internacional
| Campeonato Europeo | Campeonato Europeo    | Campeonato Europeo | Campeonato Europeo |
| Año                | Lugar                 | Medalla            | Categoría          |
| ------------------ | --------------------- | ------------------ | ------------------ |
| 2023               | Montpellier (Francia) | Medalla de plata   | –66 kg             |